# A Beautiful Thing: Idles Live at Le Bataclan
Albums de Idles
Joy as an Act of Resistance
(2018) Ultra Mono
(2020)
A Beautiful Thing: Idles Live at le Bataclan est un album live d'Idles enregistré au Bataclan le 3 décembre 2018.
Ce concert est le dernier de la tournée de promotion de l'album Joy as an Act of Resistance. A Beautiful Thing: Idles Live at le Bataclan sort près d'un an après le concert, il est publié le 6 décembre 2019 par Partisan Records.
L'album est sorti en CD, en téléchargement et en double LP dont trois éditions de vinyles colorés en édition limitée.

## Perception des artistes du spectacle
Le leader du groupe Joe Talbot a déclaré à propos du concert : « Notre spectacle au Bataclan a été la fin d'un très long voyage pour nous. Au cours de cette tournée, nous avons beaucoup appris sur nous-mêmes, les uns des autres et le public avec lequel nous avons grandi au cours des dix dernières années. Ce spectacle n'était rien de moins qu'une catharsis et rien de plus que de l'amour. »
Le guitariste Mark Bowen a déclaré à propos du spectacle : « Il y avait un sentiment imminent de liberté dans la salle. Cette nuit-là a été une catharsis en bouteille, une rage et une camaraderie qui ne peuvent être obtenues qu'en passant trois mois et demi dans un bus avec huit autres personnes avec lesquelles vous avez déjà passé beaucoup trop de temps. Cela ne peut être obtenu que par la présence d'un public réceptif, compréhensif et respectueux. Cette nuit-là, on avait l'impression que tout le monde dans cette salle y était ensemble. Nous avions créé quelque chose de nécessaire sur cette tournée, par nous cinq, notre équipe, n'importe qui dans cette salle cette nuit-là ou toute autre personne sur la tournée. Nous devons, comme tout autre, répéter les simples mantras de nos chansons pour nous aider à traverser l'obscurité et à nous améliorer. Aimez-vous, aimez-vous, aimez-vous. »

## Liste des pistes
| 1.   | Colossus (Live at Le Bataclan)                      | 07:44 |
| 2.   | Never Fight A Man With A Perm (Live at Le Bataclan) | 04:48 |
| 3.   | Mother (Live at Le Bataclan)                        | 03:21 |
| 4.   | Faith In The City (Live at Le Bataclan)             | 02:59 |
| 5.   | I'm Scum (Live at Le Bataclan)                      | 03:54 |
| 6.   | Danny Nedelko (Live at Le Bataclan)                 | 04:29 |
| 7.   | Divide & Conquer (Live at Le Bataclan)              | 03:46 |
| 8.   | 1049 Gotho (Live at Le Bataclan)                    | 04:03 |
| 9.   | Samaritans (Live at Le Bataclan)                    | 03:46 |
| 10.  | Television (Live at Le Bataclan)                    | 03:21 |
| 11.  | Great (Live at Le Bataclan)                         | 03:14 |
| 12.  | Love Song (Live at Le Bataclan)                     | 04:23 |
| 13.  | White Privilege (Live at Le Bataclan)               | 05:04 |
| 14.  | Gram Rock (Live at Le Bataclan)                     | 02:32 |
| 15.  | Benzocaine (Live at Le Bataclan)                    | 04:20 |
| 16.  | Exeter (Live at Le Bataclan)                        | 05:45 |
| 17.  | Cry to Me (Live at Le Bataclan)                     | 03:03 |
| 18.  | Well Done (Live at Le Bataclan)                     | 02:53 |
| 19.  | Rottweiler (Live at Le Bataclan)                    | 10:04 |
| 1h23 |                                                     |       |

## Classement
| Classement (2019) | Position maximale |
| ----------------- | ----------------- |
| Écosse            | 36                |
| Royaume-Uni       | 59                |